# Stenoplax floridana
Stenoplax floridana is een keverslak uit de familie pantserkeverslakken (Ischnochitonidae). De wetenschappelijke naam van de soort werd in 1892 als Ischnochiton floridanus gepubliceerd door Henry Augustus Pilsbry.
Stenoplax floridana wordt 13 tot 47 millimeter lang.
Deze soort komt voor van de Florida Keys tot West-Indië en Panama.